# Nasoona wunderlichi
Gorbothorax wunderlichi là một loài nhện trong họ Linyphiidae.
Loài này thuộc chi Gorbothorax. Gorbothorax wunderlichi được Paolo Marcello Brignoli miêu tả năm 1983.